# Arthur Dove
Arthur Garfield Dove (ur. 2 sierpnia 1880 w Canandaigua, zm. 23 listopada 1946 w CDP Huntington w obrębie miasta Huntington) – amerykański malarz, pionier abstrakcjonizmu w Stanach Zjednoczonych.

## Życiorys

### Dzieciństwo i młodość
Arthur Garfield Dove urodził się 2 sierpnia 1880 roku w Canandaigua. Ojciec nadał mu jako imiona nazwiska kandydatów na urząd prezydenta i wiceprezydenta Stanów Zjednoczonych, Jamesa Garfielda i Chestera Arthura, startujących w wyborach w 1880 roku. Dzieciństwo i młodość spędził w Genevie w stanie Nowy Jork, gdzie jego ojciec był przedsiębiorcą budowlanym i producentem cegieł. Rysował od najmłodszych lat, a mając lat dziewięć zaczął malować za namową sąsiada, Newtona Weatherby, który był przyrodnikiem i rolnikiem, a także malarzem amatorem i muzykiem. Zaszczepił on w młodym artyście zainteresowanie naturą, które pozostało w nim do końca życia znajdując wyraz w jego dziełach. Dove uczęszczał do Hobart and William Smith Colleges, a następnie do Cornell University, kończąc go w 1903 roku. Chociaż ojciec chciał, aby syn został prawnikiem, ten zamiast tego wybrał sztukę. Z tego powodu przez większość życia cierpiał niedostatek. Po przeprowadzce do Nowego Jorku w 1903 roku został ilustratorem. Pracował dla takich periodyków jak: Harper’s Magazine, Scribner's Magazin, The Century Magazine i The American Magazine. W tym czasie, zachęcany przez kolegów-ilustratorów Johna Frencha Sloana i George’a Luksa, obu członków założycieli Ashcan School, spróbował po raz pierwszy swych sił w malarstwie. W 1904 roku poślubił pochodzącą z Genevy Florence Dorsey.

### Wyjazd do Francji
W 1907 roku Dove wraz z żoną wyjechał do Paryża. Tam za pośrednictwem swojego przyjaciela i modernistycznego malarza, Alfreda Henry’ego Maurera zapoznał się ze sztuką współczesną. Spotkał też innych amerykańskich artystów mieszkających za granicą, między innymi: Maxa Webera i Jo Davidsona. Dwukrotnie wystawiał w Salonie Jesiennym, w 1908 i 1909 roku. Podczas pobytu we Francji porzucił swój miękki, impresjonistyczny styl na rzecz jaskrawego, barwnego fowizmu, zaczerpniętego od Henriego Matisse’a.

### Powrót do Stanów Zjednoczonych

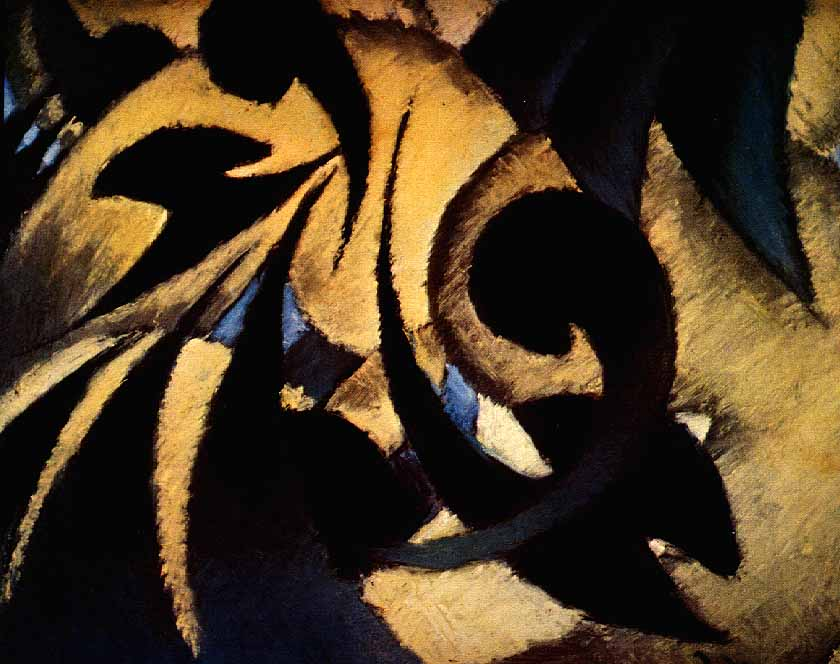
Nature Symbolized No. 2 (pastel na papierze), 1911, Art Institute of Chicago

Po powrocie do Nowego Jorku w 1909 roku na krótko podjął pracę ilustratora. Wkrótce spotkał Alfreda Stieglitza, który zaoferował mu udział w wystawie Younger American Painters, wraz z takimi twórcami jak: John Marin, Marsden Hartley i Edward Steichen. Wystawę tę Stieglitz zorganizował w 1910 roku w swojej galerii 291 przy Fifth Avenue. Była ona pierwszą w Ameryce galerią, która zapoznała amerykańską publiczność z awangardową sztuką europejską prezentując prace takich artystów jak: Paul Cézanne, Pablo Picasso, Auguste Rodin i Henri Matisse. Dwa lata później Dove miał w niej swoją pierwszą indywidualną wystawę. Zmagając się z problemami finansowymi po powrocie z Europy artysta w 1910 roku przeprowadził się z rodziną na farmę w Westport, w stanie Connecticut. W tym samym roku urodził się jego syn, William.
Na przełomie lat 1910/1911 Dove eksperymentował ze swoimi pomysłami malując 6 niewielkich płócien o czysto abstrakcyjnej treści. Rewolucyjne jak na swój czas prace nigdy nie zostały wystawione na widok publiczny za życia artysty, który być może uważał je za szkice, a nie za skończone dzieła. Po nich namalował 10 dużych, na wpół abstrakcyjnych pasteli, przedstawiając w kubistyczny sposób naturalne motywy w abstrakcyjnym kontekście. Ich przykładem jest obraz Nature Symbolized No. 2 (1911, Art Institute of Chicago), składający się z rytmicznych, płaskich, wzorzystych form zachodzących jedna na drugą. Obraz, wystawiony wraz z innymi w 1912 roku w galerii 291 stanowi pierwszy pokaz sztuki abstrakcyjnej zrealizowanej przez amerykańskiego artystę. W kolejnych latach Dove inspirował się twórczością Wasilija Kandinskiego, a także pismami francuskiego filozofa Henriego Bergsona. W 1916 roku wystawiał w Forum Gallery, a w roku następnym w Society of Independent Artists. Po zamknięciu przez Stiegliza galerii 291 w 1917 roku wystawiał swoje prace w kolejnych jego galeriach: Intimate Gallery (1925–1929) oraz w An American Place (1929–1946).
W 1921 roku Dove opuścił żonę i syna dla artystki Helen Torr, żony ilustratora Clive’a Weeda. W 1924 roku zamieszkali razem na łodzi mieszkalnej zacumowanej w CDP Halesite (miasto Huntington), na północnym wybrzeżu Long Island. W 1926 roku Dove spotkał znanego kolekcjonera, Duncana Phillipsa, założyciela Phillips Collection w Waszyngtonie. Phillips stał się odtąd prominentnym patronem Dove’a wspierając go finansowo poprzez stypendium. W 1932 roku Dove i Torr zawarli związek małżeński. Po śmierci matki w 1933 roku, Dove wraz z bratem odziedziczyli majątek rodzinny w Genevie. Dove przeniósł się tam z żoną. Oboje byli wówczas bardzo biedni, a dom pozbawiony był elektryczności i wymagał remontu. W kwietniu 1936 roku Dove z żoną odbyli pierwszą i jedyną podczas pięciu lat pobytu w Genevie podróż do Nowego Jorku. Dwutygodniowa wyprawa obejmowała wizyty w galerii An American Place, gdzie Dove miał swoją doroczną wystawę oraz w Museum of Modern Art, w którym obejrzeli przełomową wystawę Cubism and Abstract Art. W 1937 roku w Phillips Memorial Museum zorganizowana została pierwsza retrospektywna wystawa Dove’a, na której zaprezentowano 57 jego prac, wypożyczonych głównie z kolekcji Stieglitza. W 1938 roku Dove i Torr nabyli dom na nabrzeżu Titus Mill Pond w CDP Centerport, gdzie mieszkali do końca życia. Dove po przebytym ataku serca i zdiagnozowaniu ciężkiej choroby nerek zmuszony był do prowadzenia siedzącego trybu życia, ograniczając swoją aktywność do najbliższego otoczenia wokół domu. Eksperymentował w tym czasie z formą i różnymi materiałami.
Dove tworzył do ostatniego roku swego życia. Zmarł na drugi atak serca 22 listopada 1946 roku w Huntington.
Helen Torr zaprzestała malowania po śmierci męża. Zmarła w 1967 roku. W 1979 roku Museum of Modern Art wystawiło po raz pierwszy razem ich prace. W latach 1997–1998 zorganizowano retrospektywną wystawę objazdową Arthur Dove: A Retrospective.

## Twórczość

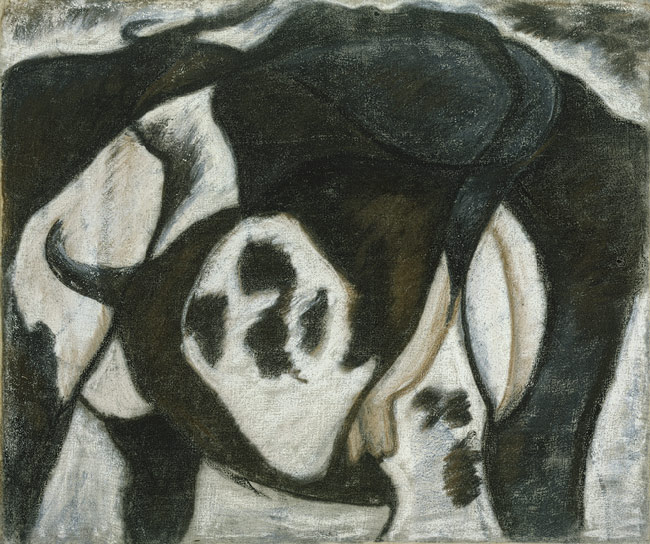
Krowa (pastel na płótnie), 1914, Metropolitan Museum of Art

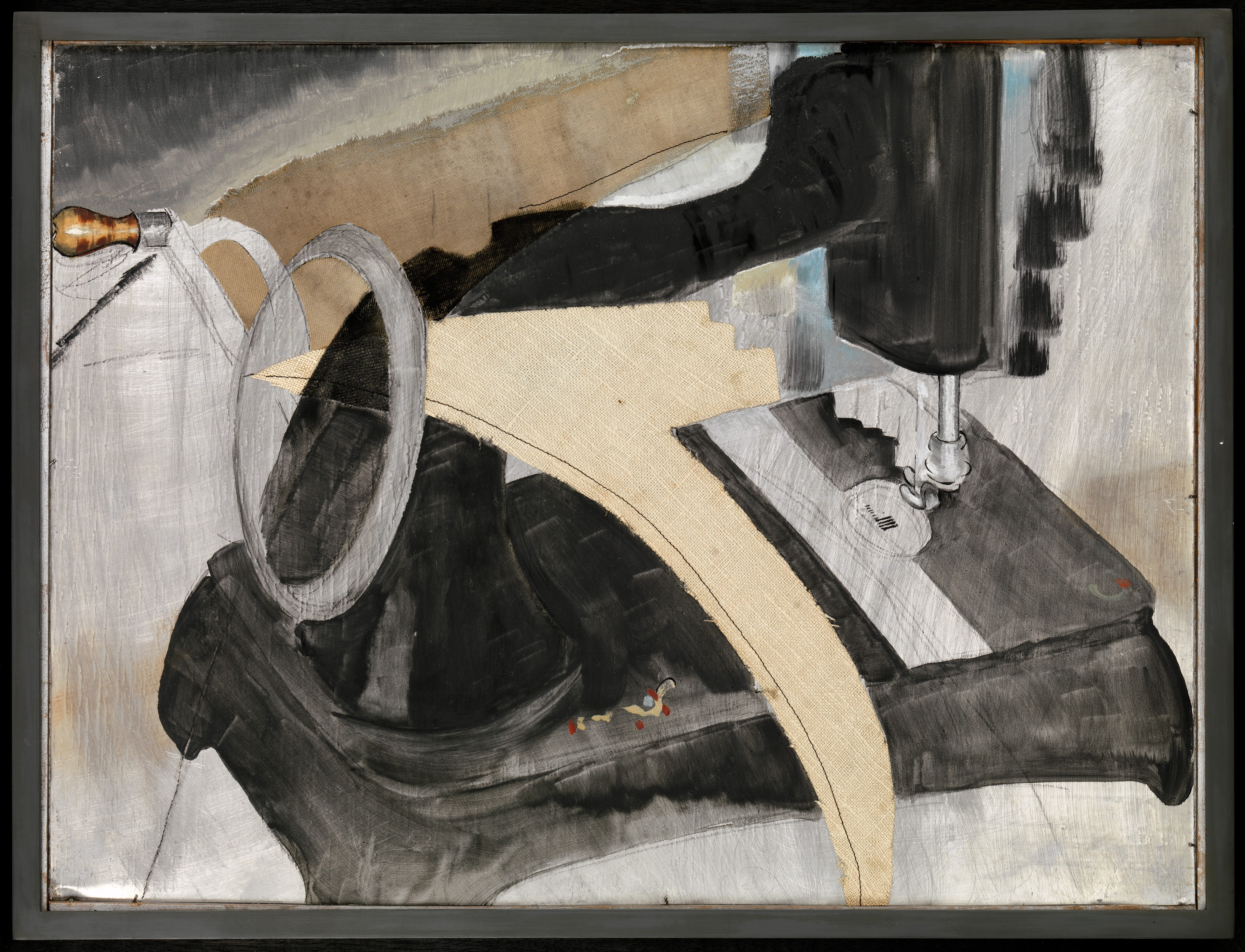
Maszyna do szycia, 1927, Metropolitan Museum of Art

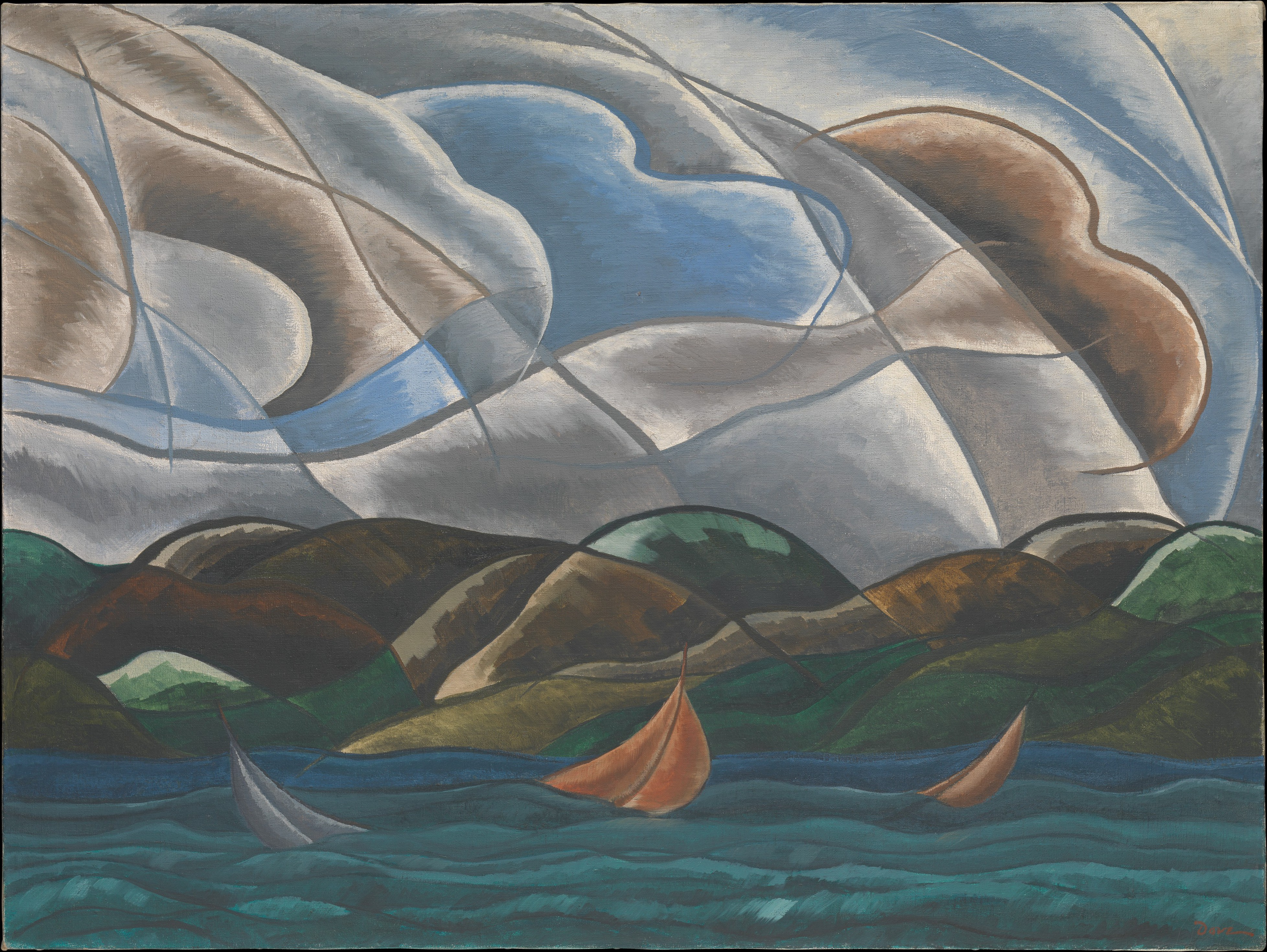
Chmury i woda, 1930, Metropolitan Museum of Art

Wczesne, eksperymentalne prace Dove’a powstawały pod wpływem fowistycznego malarza, Henriego Matisse’a. Dove określał ten proces jako wykorzystanie podstawowych form występujących w naturze dla uzyskania uproszczonych form na płótnie. Był pionierem tego typu kolorowych i dynamicznych form w Stanach Zjednoczonych, a wkrótce dołączyli do niego inni artyści. Georgia O’Keeffe przy licznych okazjach przypisywała mu inspiracje swoich początków w sztuce. W kolejnych latach drugiej dekady XX wieku Dove znalazł się pod wpływem kubizmu, dzieł Wasilija Kandinskiego oraz pism francuskiego filozofa Henriego Bergsona, który podkreślał znaczenie mistycznego, a nie analitycznego rozumienia świata. Bergson zaproponował koncepcję élan vital, ducha lub energii, która nieustannie ożywia wszystkie żyjące istoty w ich walce o byt. Idea ta przemawiała do wyobraźni Dove’a, który sam interesował się naturalnymi cyklami wzrostu i odnowy i dążył do ukazania tych relacji w swojej twórczości. Często inspirował się także związkami między sztukami wizualnymi a muzyką. W latach 1913–1944 namalował około 17 obrazów wykazujących związki z muzyką. Najwięcej dzieł tego typu powstało w 1927 roku, kiedy namalował 6 płócien inspirowanych muzyką jazzową. Wystawił je w grudniu 1927 i styczniu następnego roku w Intimate Gallery.
Dove tworzył obrazy olejne, pastele i akwarele, a częstym motywem jego obrazów były: natura, przemijanie i światło. W miarę rozwoju stylu ich formy stawały się coraz bardziej uproszczone i miały jaśniejsze kolory. Ważną inspiracją były dla niego również motywy mechaniczne, takie jak: koła zębate, barki, maszyny do szycia, samochody, holowniki i części silników.
Po zamieszkaniu w Halesite podstawowym tematem jego sztuki stał się lokalny krajobraz (fale oceanu, pogoda i pory roku), który uproszczał do podstawowych form o wyrazistym kolorze i linii. W jego ówczesnej twórczości uwidoczniło się dążenie do osiągnięcia symbolicznego efektu kolorystycznego, który nazywał „stanem światła” („a condition of light”). W latach 1924–1928 stworzył znaczącą grupę około dwudziestu kolaży. Pierwsze próby tego typu podjął około 1912 roku Pablo Picasso. Dove w swoich kolażach wykorzystywał takie materiały jak: wycinki z czasopism, strony wyrwane z książek, drewno, aksamit, sztruks, dżins i igły oraz bardziej trójwymiarowe przedmioty, takich jak muszle, skały, gałązki, wełna stalowa, bambus, a w jednym przypadku także kolczyki, zegarek, pończochy, a nawet rękawice ogrodowe. Największą grupę spośród jego kolaży stanowią humorystyczne portrety, w tym: sąsiada, Ralpha Dusenberry (1924), Alfreda Stieglitza (1925), jego babci (1925) i żony Helen (1926) oraz tematy figuratywne, ale artysta w tej technice tworzył także martwe natury i pejzaże. Kolaże te, które on sam nazywał „rzeczami” („things”) nie miały precedensu w sztuce amerykańskiej.
W okresie pobytu w Genevie tematem jego twórczości było rodzinne gospodarstwo, lokalne zwierzęta hodowlane i okoliczne jeziora, a także miasto, jego przemysłowe śródmieście, magazyny i torów kolejowe.
Niektóre z jego prac z lat 40. czerpały również inspirację z lokalnych, charakterystycznych miejsc w jego mieście na wybrzeżu Long Island, ale oprócz nich zrealizował liczne obrazy i rysunki, które były utrzymane w abstrakcyjnym stylu, podobnie jak nowatorskie prace z wczesnego etapu jego kariery. Przykładem są tu Róża i pień robinii (1943, Phillips Collection) i Ten czerwony (1944, Museum of Fine Arts w Bostonie). W ten sposób twórczość Dove’a zatoczyła symboliczne koło.

## Znaczenie
Sztuka abstrakcyjna, którą tworzył Dove, wyprzedziła swój czas, nie przynosząc jemu osobiście pożytku. Zyskała ona względy publiczności w Stanach Zjednoczonych dopiero wtedy, kiedy stała się popularna w Europie. Artysta uznania doczekał się dopiero po śmierci. Przypisuje mu się wywarcie pośredniego wpływu na pierwsze pokolenie ekspresjonistów abstrakcyjnych, takich jak Jackson Pollock i Mark Rothko, którzy podobnie jak on kładli nacisk na subiektywne doświadczenie artysty w jego otoczeniu oraz na immanentną, emocjonalną moc koloru i linii.

## Zbiory
Dzieła Dove’a znajdują się w dużych prywatnych i publicznych kolekcjach, w tym w: Metropolitan Museum of Art, Whitney Museum of American Art, Brooklyn Museum, Philadelphia Museum of Art, Yale University Art Gallery i w Phillips Collection. Phillips Collection posiada największy na świecie zbiór prac Dove’a: 33 obrazy olejne i emulsje woskowe na płótnie, 16 akwarel, 2 kolaże, 1 gwasz i 2 rysunki.
Oprócz tego istnieje obszerny zbiór pamiętników artysty, jego korespondencji, ksiąg rachunkowych, narracji bibliograficznych i wycinków prasowych w Archives of American Art w Waszyngtonie i duża, zdigitalizowana kolekcja dostępna online.

### Dom Arthura Dove’a i Helen Torr

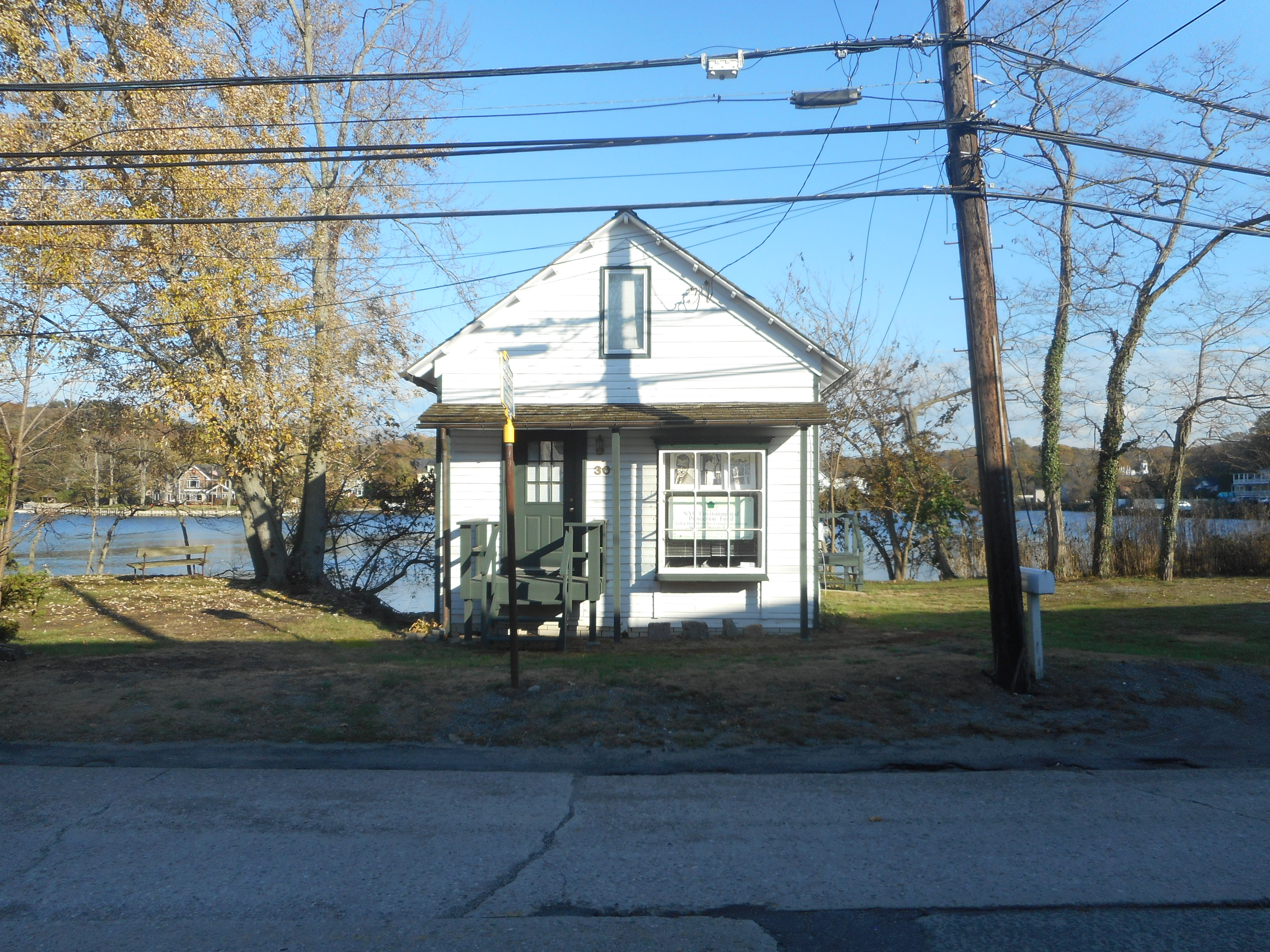
Dom Arthura Dove’a i Helen Torr

Pod koniec 1998 roku Heckscher Museum of Art dzięki pomocy Times-Mirror Corporation i New York Department of Parks, Recreation and Historic Preservation nabyło dom Arthura Dove’a i Helen Torr (Arthur Dove-Helen Torr Cottage). W 2000 roku był jednym z 20 domów i pracowni artystów z całych Stanów Zjednoczonych, które zostały wpisane do programu Historic Artists’ Homes and Studios Program, administrowanym przez National Trust for Historic Preservation i wspieranym przez Henry Luce Foundation. W styczniu 2002 roku z inicjatywy White House Millennium Council, poświęconej ochronie zagrożonych skarbów amerykańskiej kultury dom otrzymał nazwę Save America’s Treasures. Pełnił on pierwotnie (około 1880–1890 roku) funkcję poczty i sklepu, a później został zaadaptowany na prywatną rezydencję. Z inicjatywy fundacji oraz w rezultacie indywidualnych darowizn zgromadzono w nim pamiątki po obu artystach: osobistą bibliotekę artystyczną Arthura Dove’a z książkami zawierającymi kolorowe opracowania i odręczne notatki, jego farby, materiały malarskie, sproszkowane pigmenty i palety, przykłady jego wczesnej i późnej twórczości oraz zbiór ponad 30 szkiców i studiów kolorystycznych Helen Torr.

## Galeria

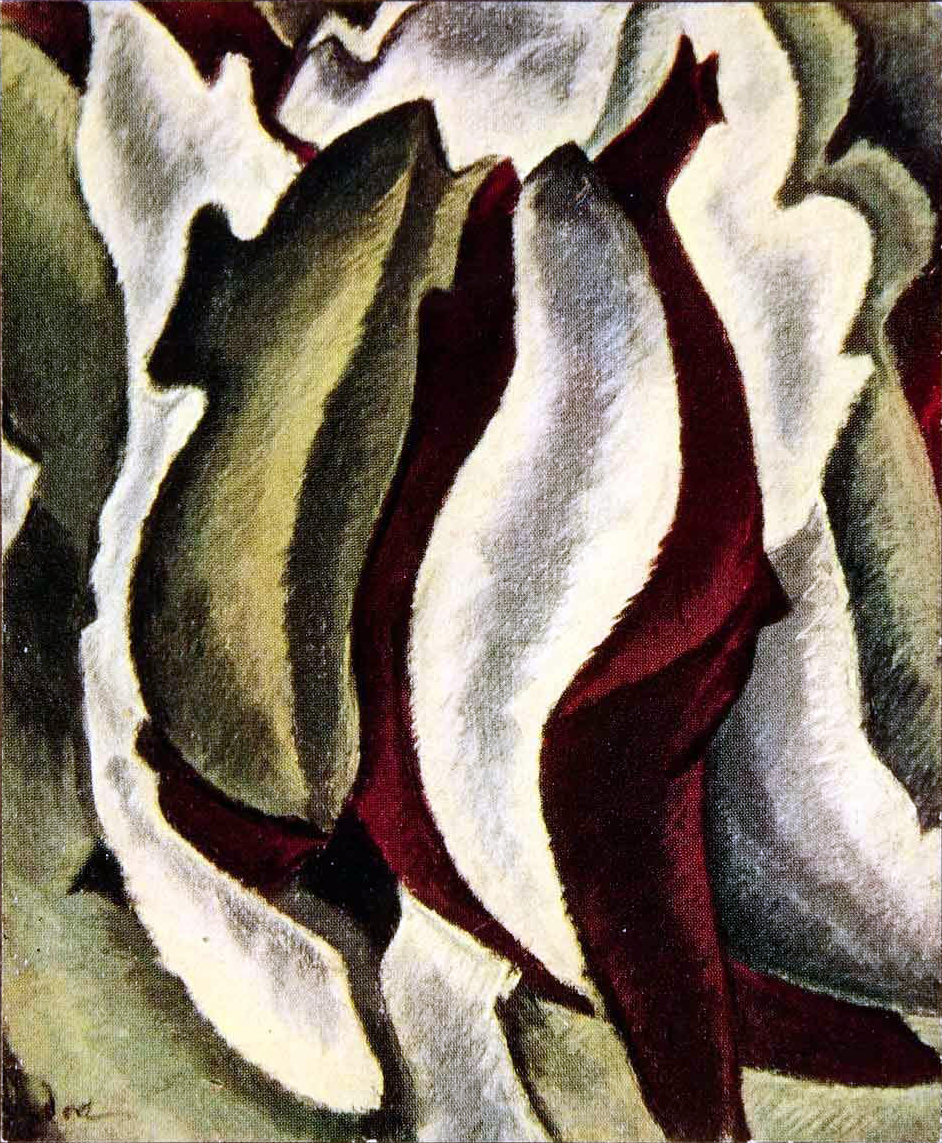
1911–12
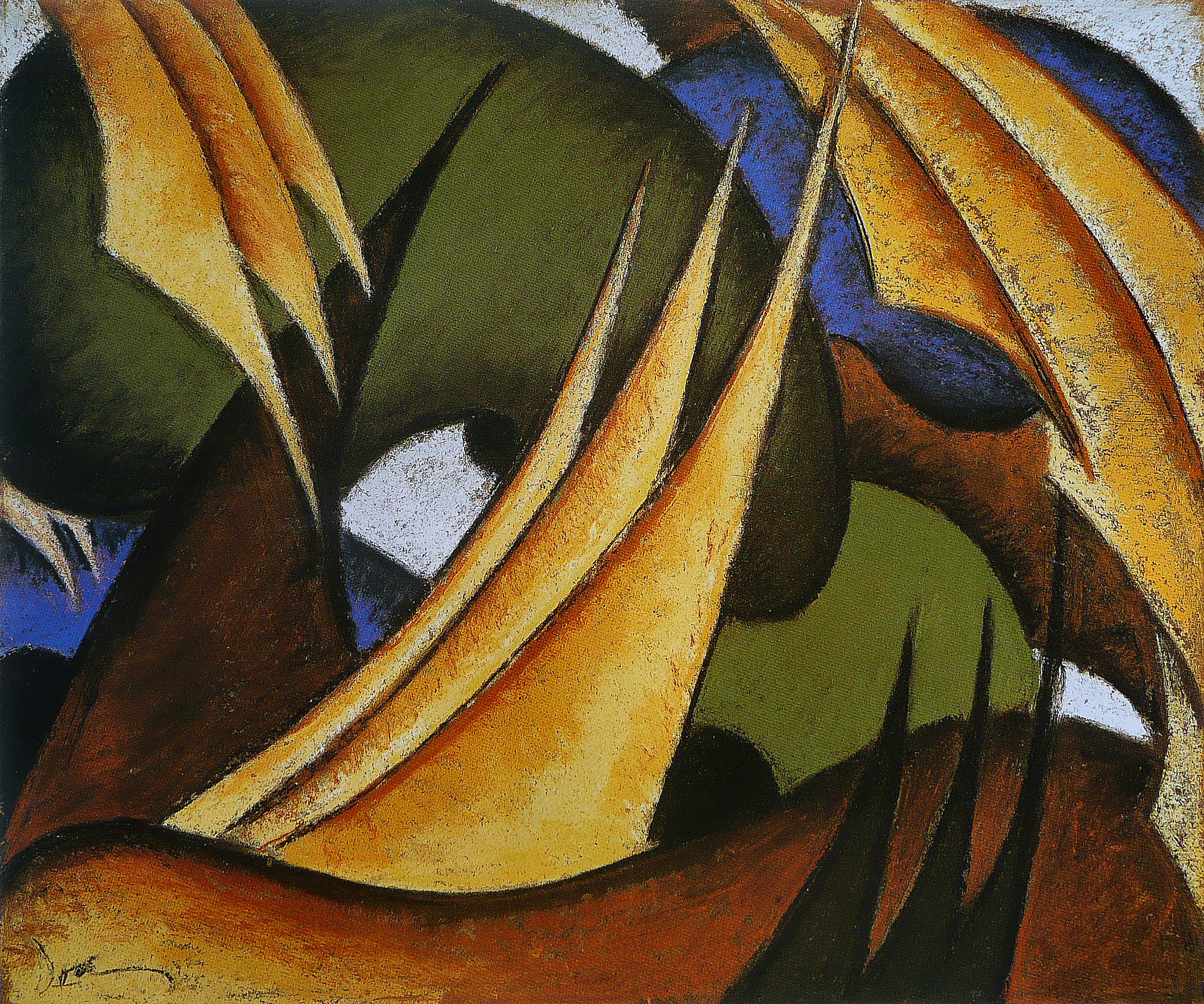
1911–12
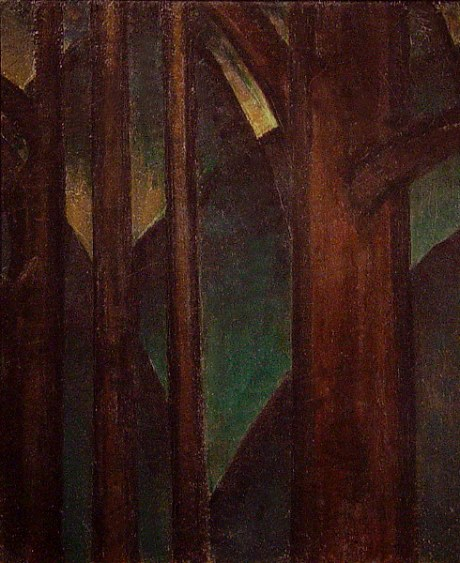
Dark Abstraction, 1917
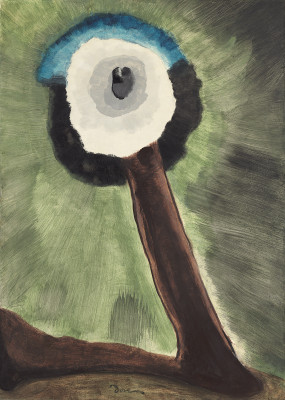
Moon, 1935
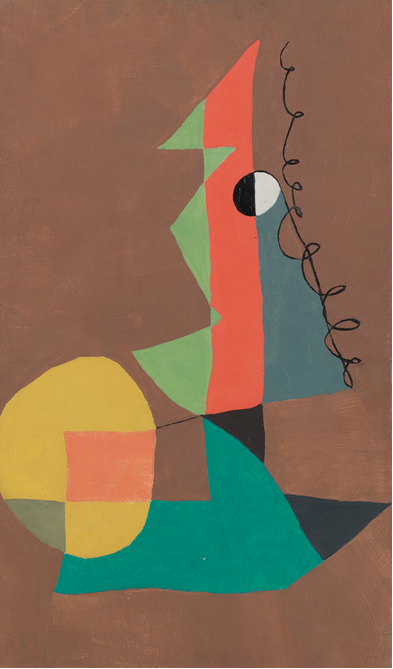
„04 PERCENT” 1942
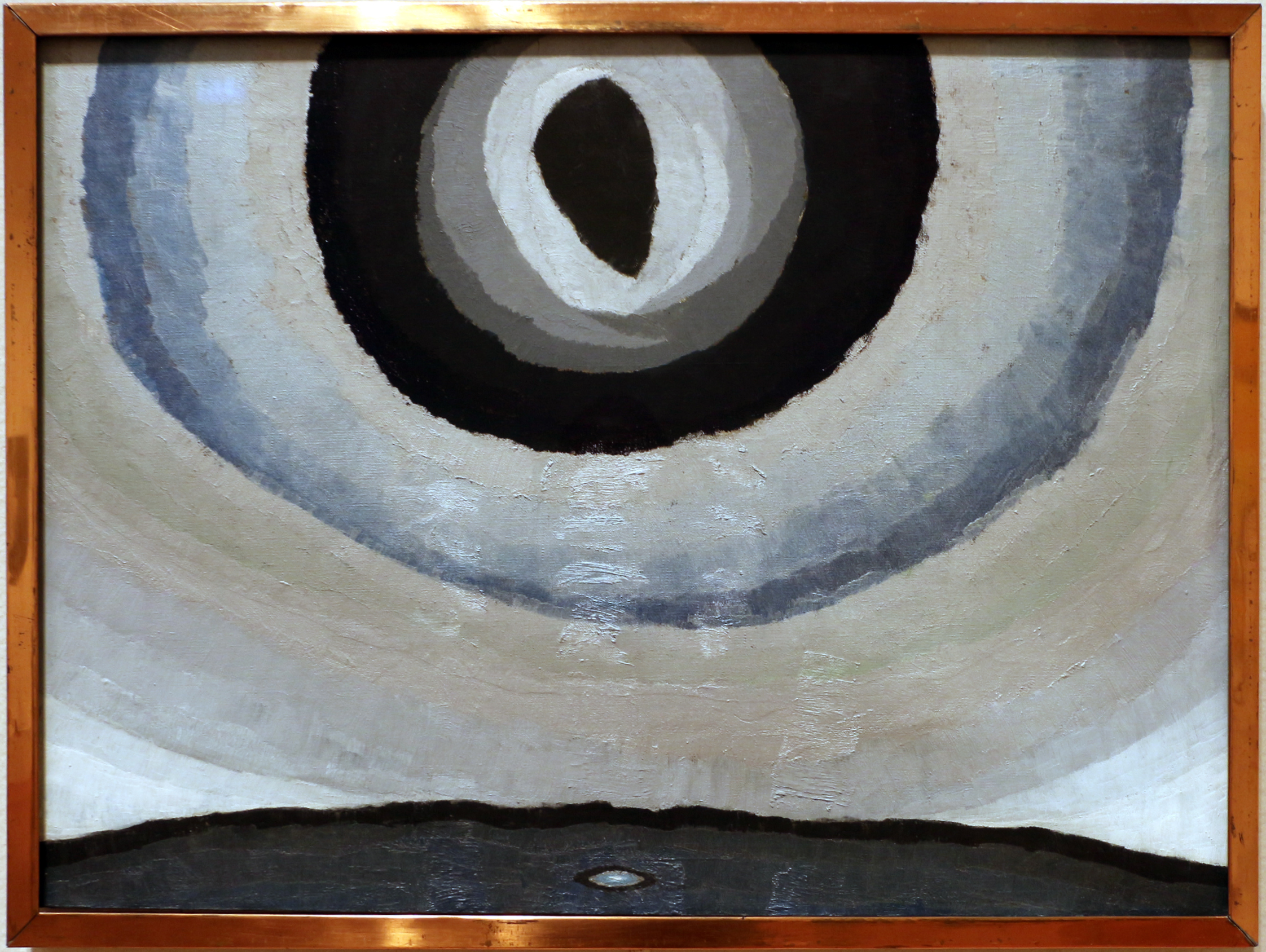
1929
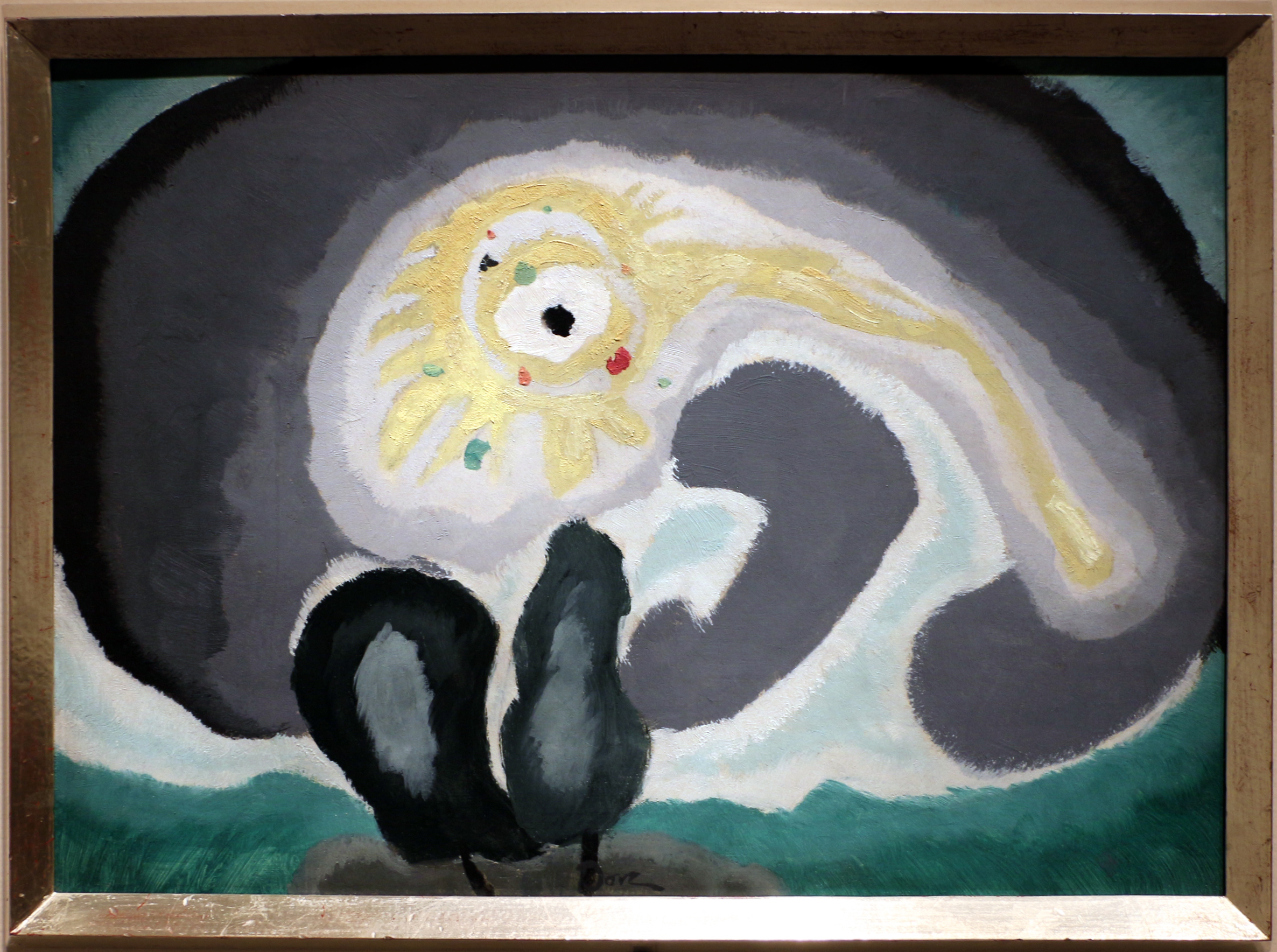
1935
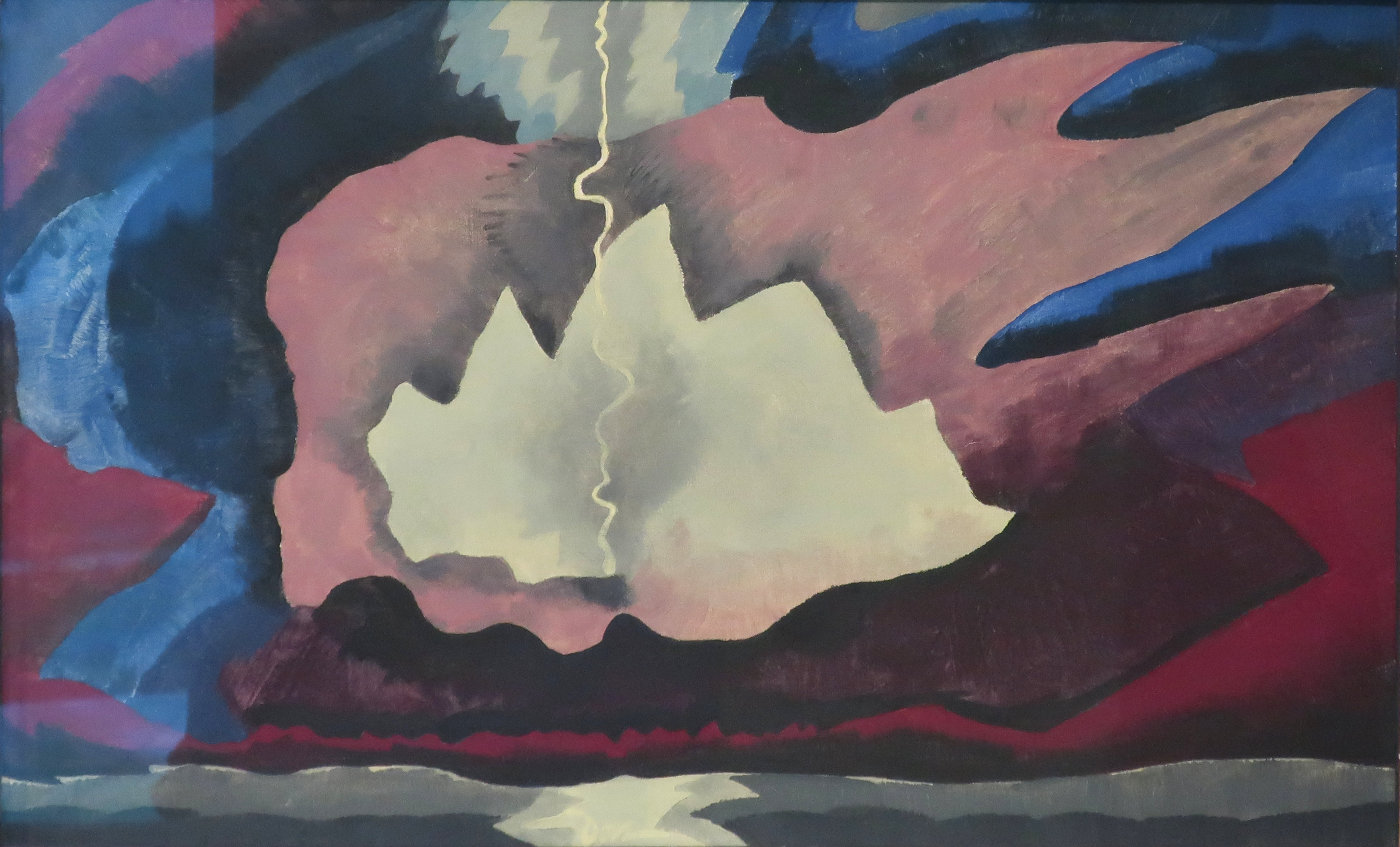
1940
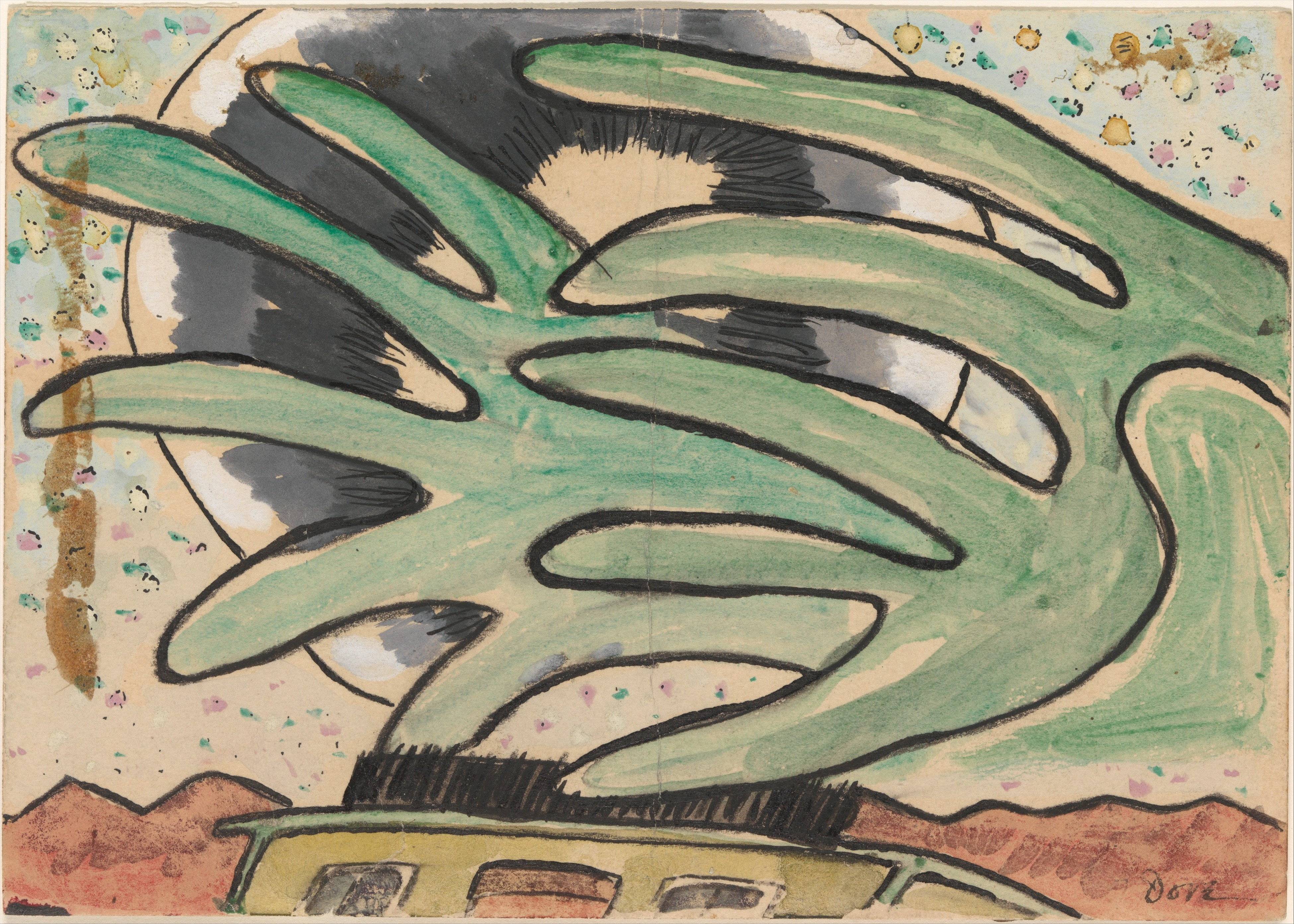
1930